# Ctenopteris vulgaris
Ctenopteris vulgaris là một loài thực vật có mạch trong họ Polypodiaceae. Loài này được (L.) Newman miêu tả khoa học đầu tiên.